# 정진희
정진희(1999년 3월 24일 ~ )는 한국체육대학교와 대한민국 대표팀의 골키퍼로 활약하고 있는 대한민국의 핸드볼 선수이다. 2020년 하계 올림픽에서 한국을 대표하여 올림픽 데뷔전을 치렀다.

## 경력
2017년 세계 여자 핸드볼 선수권 대회에 참가하여 한국이 13위를 차지했다. 2018년 여자 청소년 세계 핸드볼 선수권 대회에서 한국이 스웨덴을 34-27로 꺾고 3위 결정전에서 동메달을 획득한 국가대표팀의 일원이었다.
2020년 하계 올림픽 여자 핸드볼 대회의 한국 대표팀에 포함되었다.